# Weimar Roldán
Weimar Alfonso Roldán Ortiz (Medellín, 17 mei 1985) is een Colombiaans baan- en wegwielrenner die anno 2018 rijdt voor Medellín.

## Baanwielrennen

### Palmares
| Jaar | CK                                                     | P-AK                                          | WK | Overig |
| ---- | ------------------------------------------------------ | --------------------------------------------- | -- | --- |
| 2008 |                                                        | Ploegenachtervolging                          |    | |
| 2009 |                                                        |                                               |    | WB Cali: Ploegenachtervolging |
| 2010 |                                                        | Ploegenachtervolging, Puntenkoers, Ploegkoers |    | Zuid-Amerikaanse Spelen: Ploegenachtervolging, Ploegkoers · Centraal-Amerikaanse en Caraïbische Spelen: Ploegenachtervolging, Ploegkoers |
| 2011 |                                                        | Ploegenachtervolging, Ploegkoers              |    | Pan-Amerikaanse Spelen: Ploegenachtervolging · WB Cali: Ploegkoers                                                                       |
| 2012 |                                                        |                                               |    | WB Cali: Ploegenachtervolging |
| 2013 | Ploegenachtervolging, Puntenkoers, Scratch, Ploegkoers |                                               |    | |
| 2014 |                                                        |                                               |    | Zuid-Amerikaanse Spelen: Ploegenachtervolging · Centraal-Amerikaanse en Caraïbische Spelen: Ploegenachtervolging, Puntenkoers            |
| 2015 |                                                        |                                               |    | |
| 2016 | Ploegkoers                                             |                                               |    | |
| 2017 | Ploegenachtervolging, Ploegkoers                       |                                               |    | |

## Wegwielrennen

### Overwinningen
2005
 Pan-Amerikaans kampioen tijdrijden, Beloften
2009
Proloog Ronde van Colombia (ploegentijdrit)
11e etappe Ronde van Venezuela
2011
 Colombiaans kampioen op de weg, Elite
2013
1e etappe Ronde van Rio
2014
1e (ploegentijdrit) en 3e etappe Ronde van Colombia
2015
3e etappe Ronde van Rio
2017
1e etappe Ronde van Asturië
2018
Puntenklassement Ronde van Michoacán
2019
1e etappe Ronde van het Qinghaimeer (ploegentijdrit)

## Ploegen
- 2013 –  EPM-UNE
- 2015 –  EPM-UNE-Área Metropolitana
- 2016 –  EPM Tigo-UNE Área Metropolitana
- 2017 –  Medellín-Inder
- 2018 –  Medellín

Arango · Cardona · Estrada · C. Montoya · J. I. Montoya · Ortega · Oyola · Paredes · Ramírez · Roldán · Sevilla · Vargas
Caicedo · Chalapud · Mendoza · Montoya · Oyola · Paredes · Roldán · Sevilla · Vargas